# Conférence « Libérons les enfants de la guerre »
La conférence « Libérons les enfants de la guerre » est la réunion tenue en février 2007 à Paris, à l'instigation de l'Unicef et du gouvernement français, pour examiner les principes du Cap relatifs aux enfants soldats en Afrique. La conférence, qui rassemble les représentants de 58 États, aboutit aux principes et engagements de Paris.

## Contexte
Cette conférence s'inscrit dans la lignée d'autres initiatives et instruments pour protéger les enfants des effets de la guerre, comme les principes du Cap (1997) et le protocole facultatif à la Convention relative aux droits de l'enfant concernant l'implication d'enfants dans les conflits armés (entré en vigueur en 2002). En 2002, la Cour pénale internationale reconnaît comme crime de guerre le recrutement d'enfants de moins de quinze ans.
En 1997 se tient un colloque organisé par l'UNICEF et le Groupe de travail des ONG pour la Convention relative aux droits de l’enfant « principes du Cap et meilleures pratiques concernant le recrutement d'enfants dans les forces armées et la démobilisation et la réinsertion sociale des enfants soldats en Afrique » sont adoptés par des organisations non gouvernementales puis diffusés au-delà du groupe initial. Ces principes indiquent une série de préconisations pour lutter contre l'enrôlement de personnes de moins de 18 ans dans des groupes armés, y compris pour des missions d'auxiliaires et en tant qu'esclaves sexuels lors d'un conflit armé. La conférence « Libérons les enfants de la guerre » s'appuie sur les progrès et les recommandations des principes du Cap. En amont de la conférence, l'UNICEF et ses partenaires régionaux ont tenu des ateliers de réexamen en 2005 et 2006. 
En février 2007, le phénomène du recrutement dans les armées frappe 250 000 mineurs dans le monde. Une autre source avant le chiffre de 300 000. Selon l'ONU, douze pays sont concernés : Soudan, Tchad, Ouganda, République démocratique du Congo (RDC), Colombie, Népal, Sri Lanka, Birmanie et Philippines.

## Déroulement de la conférence
La conférence vise à mettre à jour les principes du Cap compte tenu de l'expérience accumulée depuis leur adoption, des évolutions juridiques et de leur impact au-delà des acteurs spécialisés dans la défense des droits des enfants. L'évènement est présidé par la directrice générale de l'UNICEF, Ann Veneman, et Philippe Douste-Blazy, alors ministre français des Affaires étrangères.
Cinquante-huit États participent à cette conférence qui dure deux jours, au cours de laquelle témoigne un ancien enfant soldat du Sierra Leone. La réunion englobe à la fois États, ONG et travailleurs sur le terrain, ainsi que des agences pour le développement, représentants des forces de maintien de la paix, États donateurs. « De nombreux intervenants ont insisté sur la question des filles enrôlées de force dans les groupes armés, jusqu'ici quelque peu négligée, malgré l'horreur de leur condition ». Les participants insistent sur le sort des filles associées aux groupes armés : elles constituent jusqu'à 40 % des effectifs,. Outre le recrutement, la conférence aborde aussi la libération et la réinsertion des jeunes,.
Sur les douze pays concernés par le recrutement de mineurs dans les armées, dix assistent à la conférence ; la Birmanie et les Philippines ne sont pas représentés.

## Résultat
La conférence propose les principes et engagements de Paris, qui présentent une définition élargie d'« enfants associés aux forces armées ou aux groupes armés » : cette définition nouvelle inclut de nombreux enfants recrutés dans des organisations armées et qui sont affectés à des tâches ne nécessitant pas d'utiliser des armes : « des rôles de soutien tels que cuisiniers, porteurs ou gardiens ou pour poser des mines et espionner. Les garçons et les filles sont également exploités et utilisés à des fins sexuelles et contraints de servir de bombes humaines, ». L'expression permet de prendre ses distances avec le stéréotype d'un « garçon noir, africain et qui porte les armes » pour favoriser la reconnaissance « d'autres réalités, comme l'existence de filles soldates ou d’enfants ayant un rôle auxiliaire qui n’est pas forcément celui de combattant avec une arme ». Les principes de Paris n'ont pas de dimension contraignante.
En février 2017, l'UNICEF et le gouvernement français organisent une nouvelle conférence sur le même thème, appelée « Protégeons les enfants de la guerre ».

### Documentation
- Michel Arseneault, « Comment démobiliser les enfants soldats ? », Le Monde diplomatique,‎ octobre 2009 (lire en ligne).
- Philippe Chapleau, « Enfants-soldats, ces armes de destruction pas très mineures », Inflexions, no 37,‎ 2018, p. 13-23 (lire en ligne).
- (en) « 60 countries pledge to help end use of child soldiers », sur CBC News, 6 février 2007.